# Darak
Darak é uma cidade e comuna dos Camarões.